# 10-Yard Fight
10-Yard Fight (10ヤードファイト, Ten Yādo Faito) é um jogo eletrônico do gênero esporte (mais precisamente de futebol americano), originalmente lançado em 1983 para arcade, produzido pela Irem. No Japão, foi distribuído pela própria Irem, enquanto que na América do Norte pela Taito e na Europa pela Electrocoin. Posteriormente, em 1985, foi convertido para o NES e, no ano seguinte, para o MSX.